# Earl Jones (athlétisme)
Pour les articles homonymes, voir Earl Jones (homonymie) et Jones.
Earl M. Jones  (né le 17 juillet 1964 à Chicago) est un athlète américain spécialiste du 800 mètres.

## Carrière

### Palmarès
| Date | Compétition               | Lieu        | Résultat | Performance   |
| ---- | ------------------------- | ----------- | -------- | ------------- |
| 1984 | Jeux olympiques d'été     | Los Angeles | 3e       | 1 min 43 s 84 |
| 1986 | Finale du Grand Prix IAAF | Rome        | 2e       |               |

### Records
| Épreuve    | Performance   | Lieu   | Date         |
| ---------- | ------------- | ------ | ------------ |
| 800 mètres | 1 min 43 s 62 | Zurich | 13 août 1986 |